# Postuppsyningsman
Postuppsyningsman var en postal befattning avsedd för orter i de glest befolkade delarna av Sverige, främst i Norrland. Från 1830 började Postverket förordna postuppsyningsmän. Dessa hade normalt andra huvudsysselsättningar, flera var kronolänsmän. Några andra yrken befattningar som var representerade var handlare, gästgivare, bonde, tingsskrivare, komminister och missionär. En fast postinrättning som sköttes av en postuppsyningsman benämndes postuppsyningsmannaplats. I början på 1860-talet kom dessa anordningar att ersättas av poststationer. Skiftet var klart 1 oktober 1865.
Postuppsyningsmän har funnits på följande platser (inom parentes anges namn på näraliggande modern ort om det inte annars framgår):
- I Götaland

Borgholm, Böda (på Öland), Klintehamn samt Kolslätt (Dals-Ed).
- I Svealand

Värmdö
- I Norrland

Arjeplog, Arvidsjaur, Backe, Bjurholm, Boden, Degerfors (Vindeln), Fredrika, Gäddede, Gällivare, Hammerdal, Jokkmokk, Jörn, Karesuando, Kvickjokk, Kårböle (i Ljusdal), Lycksele, Maunu (i Karesuando), Muonioniska (nuvarande byn Muoniovaara), Nederkalix (Kalix), Norsjö, Pajala, Soppero, Sorsele, Stensele, Ström (Strömsund), Tärna (Tärnaby), Vemdalen, Vilhelmina, Vittangi, Vännäs, Åsele, Älvsbyn, Örträsk, Österåsen (i Jämtland), Överkalix samt Övertorneå.
En tidig motsvarighet till dessa postuppsyningsmän fanns på Väddö i Roslagen under perioden 1686 - 1719.